# Яке-дель-Норте
Я́ке-дель-Но́рте (исп. Yaque del Norte) — река на острове Гаити, длиннейшая (296 км) из рек, полностью протекающих по территории Доминиканской Республики. Бассейн реки — 7053 км², крупнейший на острове. Средний расход воды — 97 м³/с.
Истоки реки находятся во внутренних районах страны, в Центральной Кордильере южнее города Сантьяго-де-лос-Трейнта-Кабальерос, основанного на Яке-дель-Норте ещё в 1494 году. Высота истока — 2580 м над уровнем моря. Далее река течёт по долине Сибао на севере страны, после чего на северо-западе Доминиканской Республики впадает в залив Монтекристи.
Кроме Сантьяго-де-лос-Трейнта-Кабальерос на реке расположены города Харабакоа и Санта-Крус-де-Мао. Долина реки — важный сельскохозяйственный район.
Верховья реки посещаются любителями рафтинга.